# Realm Royale Reforged
Realm Royale Reforged (bis August 2022 nur Realm Royale) war ein kostenlos spielbares Battle-Royale-Computerspiel aus dem Jahr 2018, das auf dem Spiel Paladins basiert und von dem US-amerikanischen Entwicklerstudio Hi-Rez Studios veröffentlicht wurde. Das Spiel hieß vorher Paladins: Battlegrounds.  Am 18. Oktober 2024 kündigte Evil Mojo Games, eine Tochter von Hi-Rez Studios, in einem Steam-Beitrag an, dass die Server des Spiels abgeschaltet werden. Dies wurde am 17. Februar 2025 endgültig umgesetzt, womit das Spiel seither nicht mehr spielbar ist.

## Spielprinzip
Das Spiel spielte sich ähnlich wie andere Battle-Royale-Spiele, in welchen der Spieler, nachdem er von einem Zeppelin abgesprungen und auf der Welt gelandet ist, sich mit Waffen und anderen Gegenstände ausrüsten muss, um gegen Gegner kämpfen zu können. Dabei wird der Spielbereich immer kleiner und die Spieler müssen sich zu einem auf der Karte markierten Bereich bewegen, da diese sonst Schaden bekommen. Zuvor gibt es eine Vorbereitungszeit, die einem anzeigt, ab wann sich der Spielbereich verkleinern und wo der neue Spielbereich sein wird. Danach zeigt die Zeitanzeige, wie lange es dauert, bis der neue Spielbereich fertig eingegrenzt worden ist.
Das Spiel enthielt fünf Charakterklassen mit verschiedenen Fähigkeiten. Diese waren: Krieger, Jäger, Magier und Assassine und Ingenieur. Der Krieger kann einen Schild aktivieren, verfügt über einen Sprungangriff und kämpft mit Sturmgewehren, Schrotflinten und anderen Waffen, die die anderen Charaktere auch benutzen können.  Der Magier verfügt über spezielle Zaubersprüche und der Jäger über Bogen oder Armbrust. Der Assassine kann Teleport-Fähigkeiten und ein Scharfschützengewehr nutzen. Auf der Nintendo Switch sind davon derzeit nur 4 Klassen implementiert, der Ingenieur fehlt.
Gespielt werden konnte entweder alleine, zu zweit oder als Gruppe. Ein Crafting-System erlaubte es, gefundene Gegenstände für Materialien zu zerlegen, um bessere Gegenstände oder Fähigkeiten an festen Orten auf der Karte, den Schmieden, zu finden. Diese werden allerdings oft von vielen weiteren Spielern besucht und können daher zur Gefahr für den Spieler werden. Zur Fortbewegung ist es dem Spieler möglich, ein Pferd zu verwenden. Spieler, die von anderen Spielern besiegt wurden, verwandeln sich in ein Huhn und können zurückverwandelt werden, wenn sie es schaffen, Angriffen für eine gewisse Zeit auszuweichen und zu überleben. Zurzeit stehen 25 Waffen und 25 Fertigkeiten zur Verfügung.

## Entwicklung und Veröffentlichung
Entwickelt und vermarktet wird das Spiel von den Hi-Rez Studios, die für Multiplayer-Online-Battle-Arena-Spiele wie Smite und Paladins bekannt sind.
Anfangs war das Spiel als ein eigener Spielmodus für das Spiel Paladins gedacht, wurde später jedoch zu einem eigenen Ableger weiterentwickelt, der anfangs den Namen Paladins: Battlegrounds trug und heute Realm Royale heißt. Das Spiel wurde im Rahmen des Steam-Early-Access-Programms am 5. Juni 2018 kostenlos für Windows veröffentlicht. Ebenfalls wurde eine Version für die PlayStation 4 und Xbox One veröffentlicht. Nachdem es längere Zeit ruhig um das Spiel wurde gab es im August 2022 gab es einen Relaunch unter dem neuen Namenszusatz Reforged. Am 17. Februar 2025 wurden die Server des Spiels heruntergefahren.

## Rezeption
Aufgrund der Grafik und des Spielprinzips, wie zum Beispiel das Charakterklassensystem, wird Realm Royale auch mit Fortnite, Overwatch und dem Massively Multiplayer Online Role-Playing Game World of Warcraft verglichen. Viele Kritiker sind außerdem der Meinung, dass man im Gegensatz zur Fortnite nicht mit den vielen und hektischen Baufunktionen überfordert wird und das Spiel insgesamt schneller verläuft als in PlayerUnknown’s Battlegrounds und weiteren vergleichbaren Titeln. Weiterhin wird die Kombination aus Multiplayer Online Battle Arena bzw. Helden-Shooter und Battle Royale gelobt. Bemängelt werden unter anderem fehlende Anpassungsfunktionen und die fehlende Langzeitmotivation aufgrund der überschaubaren Karte.
Mehr als 100.000 Spieler spielten das Spiel in der ersten Woche nach Veröffentlichung auf Steam und so schaffte das Spiel es auf Platz 4 der meistgespielten Spiele auf Steam. Bekanntheit erlangte das Spiel unter anderem durch Livestreams auf Seiten wie Twitch. Nach drei Wochen hat das Spiel über 3 Millionen Spieler erreicht und war auf Platz eins der meistgeschauten Spiele bei Twitch und Mixer.